# Riu Mandyani

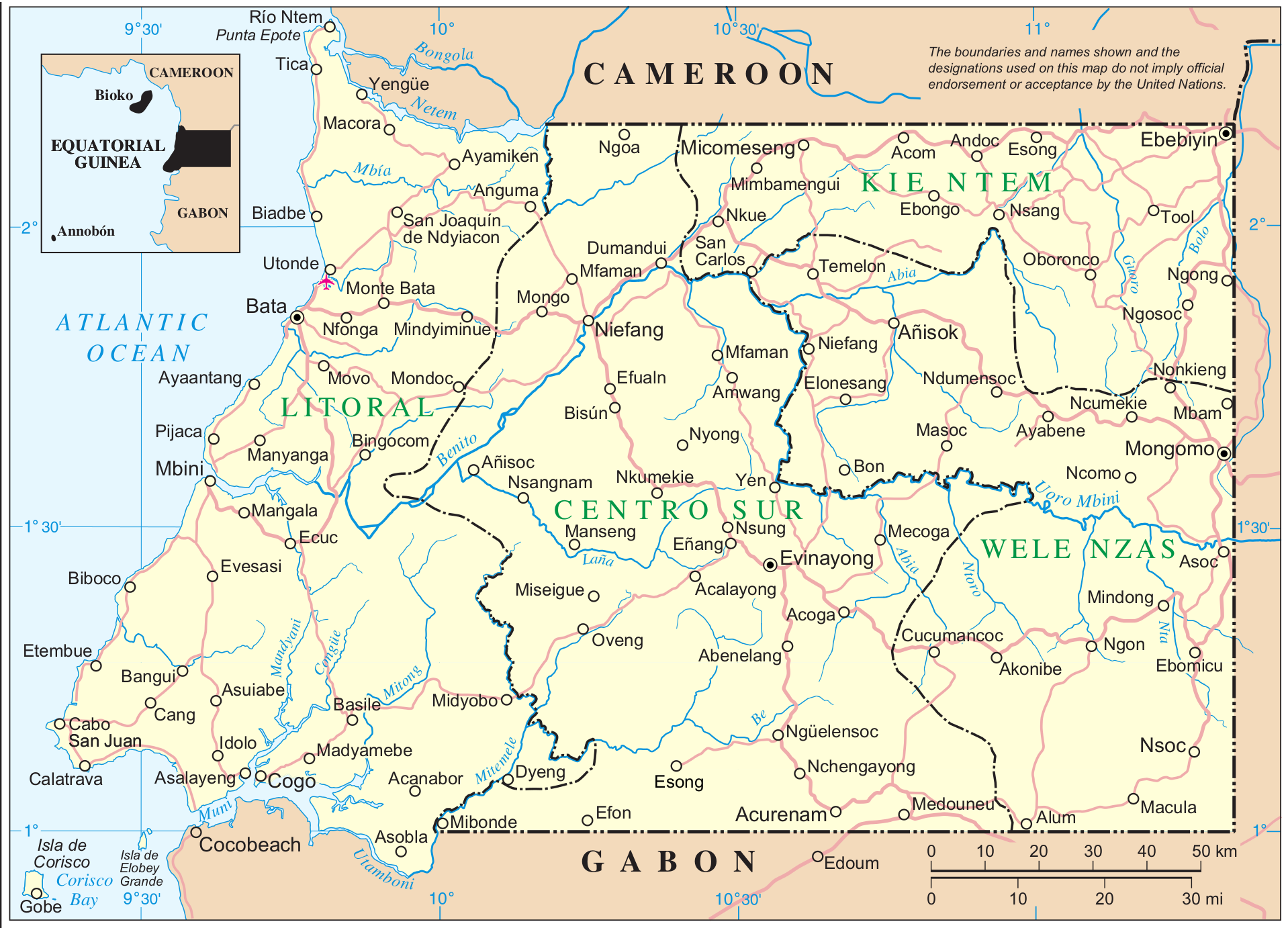
El riu es pot veure al sud-oest, cliqueu per veure'l

El riu Mandyani és un riu del sud-oest de la part continental de Guinea Equatorial. Forma part de l'estuari del Muni juntament amb el riu Mitimele, el riu Mitong, el riu Congue, el riu Utamboni i el riu Mven. El riu es transforma en riu Utamboni al llarg de la frontera amb Gabon.